# Robert Mambo Mumba
Pour les articles homonymes, voir Mumba.
Robert Mambo Mumba est un footballeur international kényan né le 25 octobre 1978 à Mombasa. Il est attaquant.